# Schlaftabletten, Rotwein V
Schlaftabletten, Rotwein V (kurz auch: StRw V) ist das fünfte Studioalbum des deutschen Hip-Hoppers, Rappers und Sängers Alligatoah. Es erschien am 14. September 2018 unter dem Musiklabel Trailerpark.

## Hintergrund
Am 17. Juni 2018 kündigte Alligatoah auf Instagram die Veröffentlichung eines neuen Studioalbums mit dem Titel Schlaftabletten, Rotwein V für den 14. September 2018 an. Es handelt sich um das fünfte Soloalbum Alligatoahs und die Fortsetzung der eigentlichen Mixtape-Reihe Schlaftabletten, Rotwein. Die erste Single aus dem Album mit dem Titel Alli-Alligatoah wurde am 29. Juni 2018 ausgekoppelt und stieg am 6. Juli 2018 auf Platz 85 (1 Wo.) in die Deutschen Singlecharts ein. Vor dem Release des Albums erschienen vier weitere Singles: Auf Wie Zuhause am 20. Juli folgten Meine Hoe am 3. August, Wo kann man das kaufen am 24. August und I need a face am 7. September 2018. Wie Zuhause ist mit einer Laufzeit von 06:03 Minuten das bislang längste Lied Alligatoahs.

## Titelliste
Schlaftabletten, Rotwein V umfasst 16 Tracks, darunter die Trilogie Die grüne Regenrinne. Als Feature ist Felix Brummer, Frontmann der Band Kraftklub, in dem Track Beinebrechen enthalten. Das Album hat eine Gesamtlaufzeit von 01:00:07 Stunden.
1. Alli-Alligatoah
2. Ein Problem mit Alkohol
3. Hass
4. I need a face
5. Die grüne Regenrinne I
6. Beinebrechen (mit Felix Brummer)
7. Füttern verboten
8. Meinungsfrei
9. Freie Liebe
10. Die grüne Regenrinne II
11. Terrorangst
12. So gut wie neu
13. Meine Hoe
14. Wo kann man das kaufen
15. Die grüne Regenrinne III
16. Wie Zuhause

Die Deluxe-Box enthält neben dem eigentlichen Album, einem Blumentopf, einer Gießkanne, Saatgut und Blumenerde auch das zehn Tracks umfassende Coveralbum Fremde Zungen.
1. Brian Song (Monty Python)
2. Duality (Slipknot)
3. An meinem Fahrrad ist alles dran (Rolf Zuckowski)
4. That lucky old sun (Johnny Cash)
5. Rosenrot (Rammstein)
6. Leb! (Die 3. Generation)
7. Immer wenn ich traurig bin (Heinz Erhardt)
8. Chandelier (Sia)
9. Es ist an der Zeit (Hannes Wader)
10. From Russia with love (Matt Monro)

Die Zugabe vom Album umfasst neben dem eigenen Album vier weitere Tracks und damit 18 Minuten Bonus-Material.
1. Wissen schützt vor Dummheit nicht
2. Lungenflügel
3. Monster im Schrankspiegel
4. Petra und der Terrorist

## Rezensionen
Die Redaktion des Online-Magazins laut.de bewertete das Album mit drei von fünf möglichen Sternen. Yannik Gölz bezeichnete Schlaftabletten, Rotwein V als „Klamauk aus der handwerklichen Extraklasse“:

„Und einmal mehr muss man [Alligatoah] die Komplimente machen: „StRw V“ macht nichts falsch. Wieder fabriziert er Quoteables in Serie, fertigt aberwitzige Flow- und Gesangs-Konzepte ab und kommt sogar in der Produktion diesmal einen Hauch ambitionierter und detaillierter als bisher daher. [...] Etwas an dieser Platte auszusetzen ist dementsprechend gewissermaßen Meckern auf hohem Niveau und auch sicherlich eine subjektive Haarspalterei. Aber zu einem gewissen Grad fühlt sich „Schlaftabletten Rotwein V“ geradezu zu perfekt an. Es ist genau, was man erwartet und so fehlerfrei und handwerklich überzeugend durchgeführt, dass es steril und unnahbar wirkt.“

Plattentests.de vergab sechs von zehn Punkten. Felix Heinecker hielt fest, Alligatoah sei „[d]er ineffiziente Streber“:

„Er rappt in zehntausend verschiedenen Stimmlagen, teils in Doubletime, er singt mit Pathos, geizt nicht mit Neologismen und Wortspielen, die Musik kann sich derweil nicht zwischen HipHop, Nu Metal, Jazz, Pop, Hard Rock, Polka und tschetschenischer Folklore entscheiden. Allein dem Aufwand nach müsste das eine 10/10 sein. Die gab und gibt es für ihn jedoch nicht. [...] Während die Strophen Alligatoah Rap-Skills zelebrieren, raspelt sein Gesangsorgan über die Hook stets eine Extraschicht Käse. Dieser Gegensatz findet sich in fast jedem Song und ist wohl seit Jahren das, was bei seiner Musik über Sympathie oder Ablehnung entscheidet. „Schlaftabletten, Rotwein V“ macht in dieser Hinsicht nichts anders. Jeder Song zuppelt am Hosenbein wie ein quengeliges Kind, schreit nach Aufmerksamkeit. Das kann unterhalten und ermüden und hängt stark davon ab, ob sein Ansatz zum gerade ausgewählten Thema trifft oder nicht.“

## Erfolg
Neben der Singleauskopplung Alli-Alligatoah konnten sich die Tracks Ein Problem mit Alkohol (Platz 92, 1 Wo.) und Beinebrechen (Platz 93, 1 Wo.) am 21. September 2018 aufgrund hoher Downloadzahlen in den Deutschen Singlecharts platzieren. Das Album selbst erreichte am 21. September 2018 Platz eins (17 Wo.) der Deutschen, am 23. September 2018 Platz 13 (2 Wo.) der Schweizer und am 28. September 2018 Platz zwei (5 Wo.) der Österreichischen Charts. Schlaftabletten, Rotwein V ist somit das zweite Nummer-eins-Soloalbum Alligatoahs in Deutschland nach Triebwerke im Jahr 2013.